# Океанографический музей Монако
Океанографический музей Монако (фр. Musée océanographique de Monaco) — объединяет собственно музей и океанографический институт в Монако.

## История
Музей был основан в 1889 году князем Монако Альбером I, океанографический институт открылся в 1906 году.
В 1910 году французским архитектором Делефортри было построено новое двухэтажное здание музея.
После смерти князя Альбера I в 1922 году государственное финансирование музея было сокращено, в условиях экономического кризиса и инфляции 1920-х гг. в Европе положение музея осложнилось. Вторая мировая война привела к резкому сокращению международного туризма и поставила музей на грань закрытия.
С 1957 года директором музея был Жак Ив Кусто. В марте 2010 года музей отмечал столетие со дня рождения учёного.
Музей издаёт бюллетень и журнал по океанографии.

## Коллекция
Музей располагает замечательной коллекцией различных видов морской фауны в форме чучел и скелетов. Музейные собрания также включают в себя большое количество разнообразных объектов относящихся к морю и морскому делу, таких как модели кораблей, морские инструменты, оружие и так далее.
Аквариум расположен в подвальной части здания и позволяет посетителям ознакомиться с живыми экземплярами около 4000 видов рыб и около 200 видов беспозвоночных. В основном представлены морские экосистемы тропиков и Средиземного моря.

## Галерея

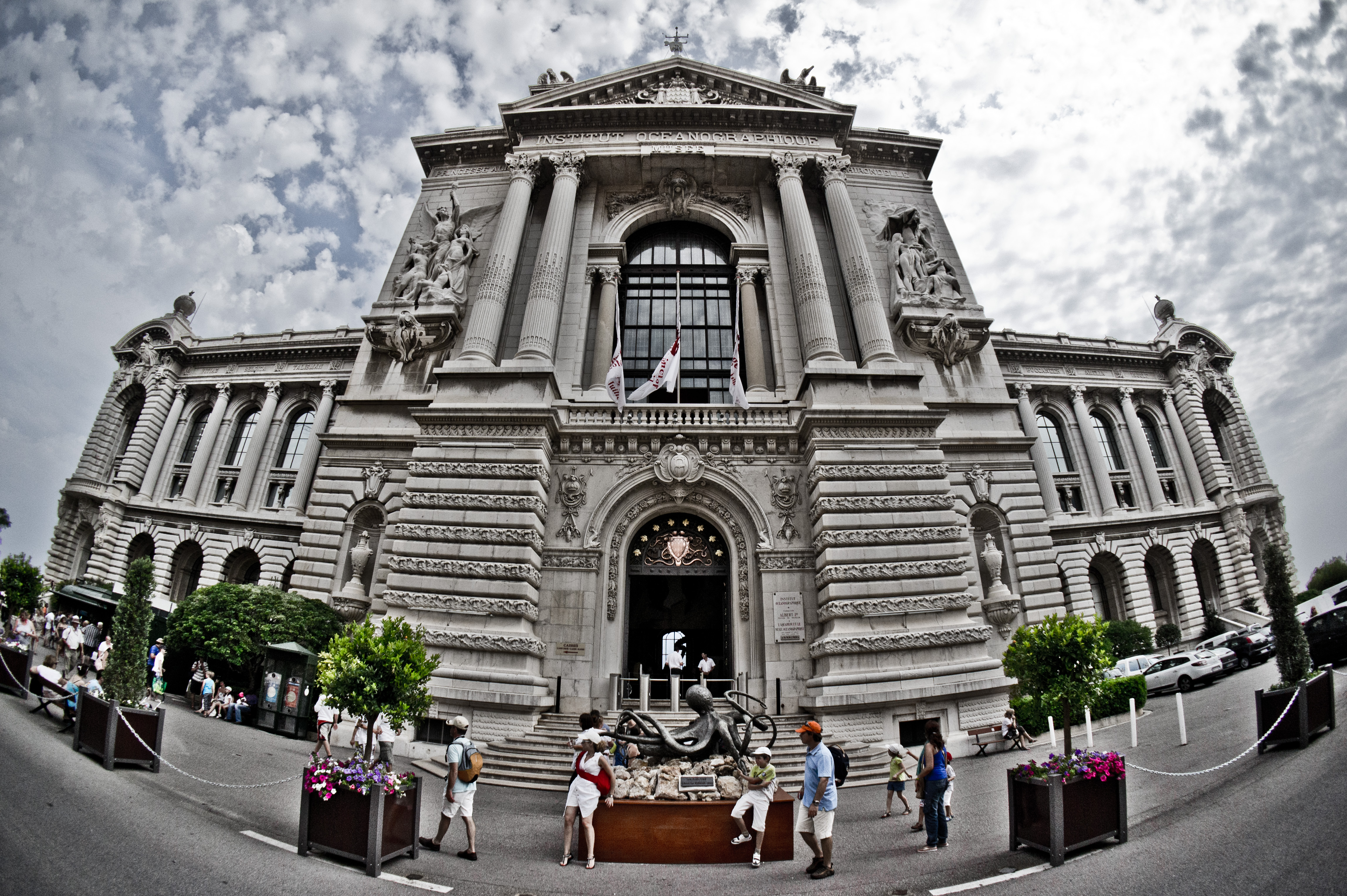
Океанографический музей Монако
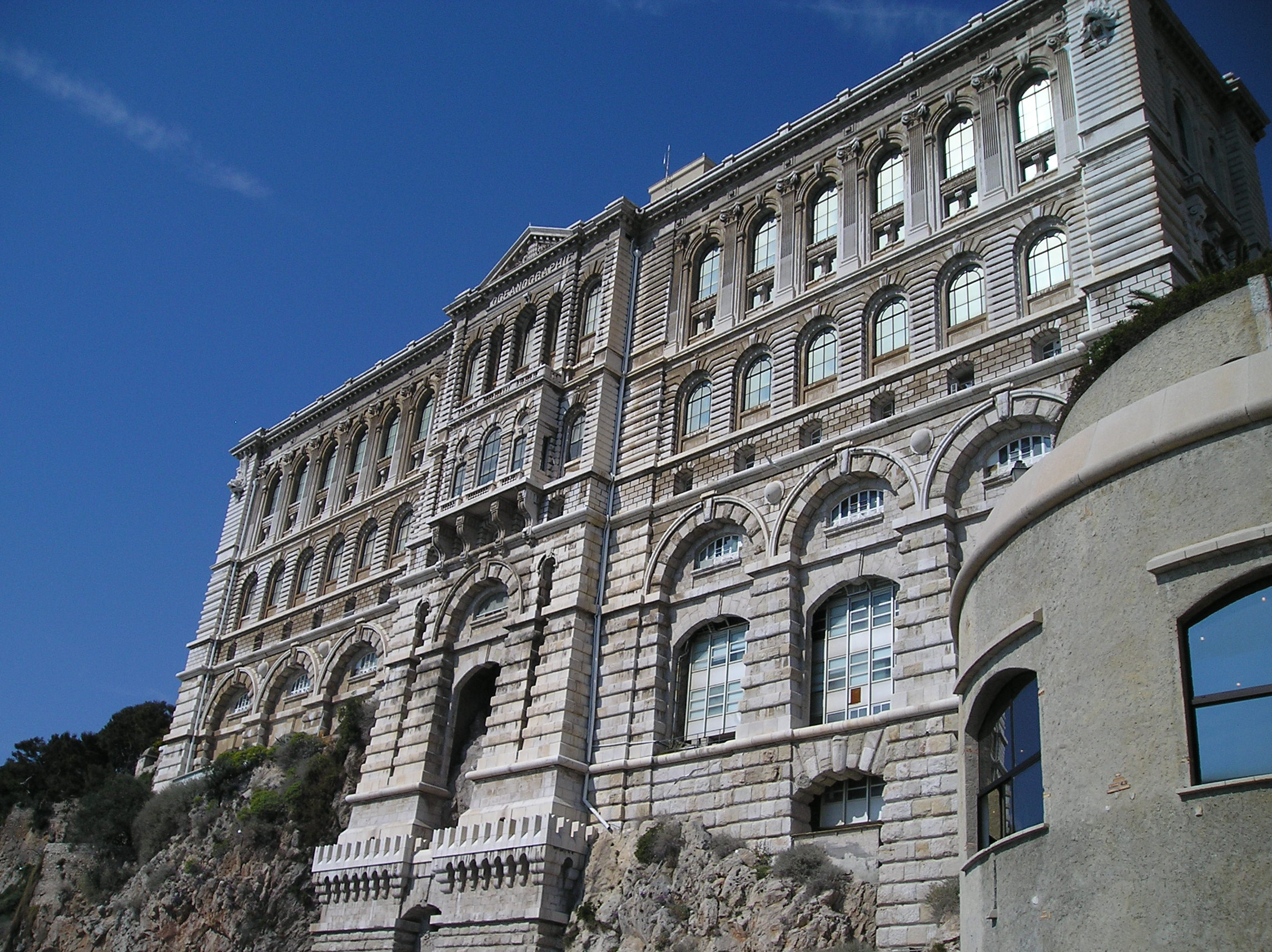
Океанографический музей Монако, фасад
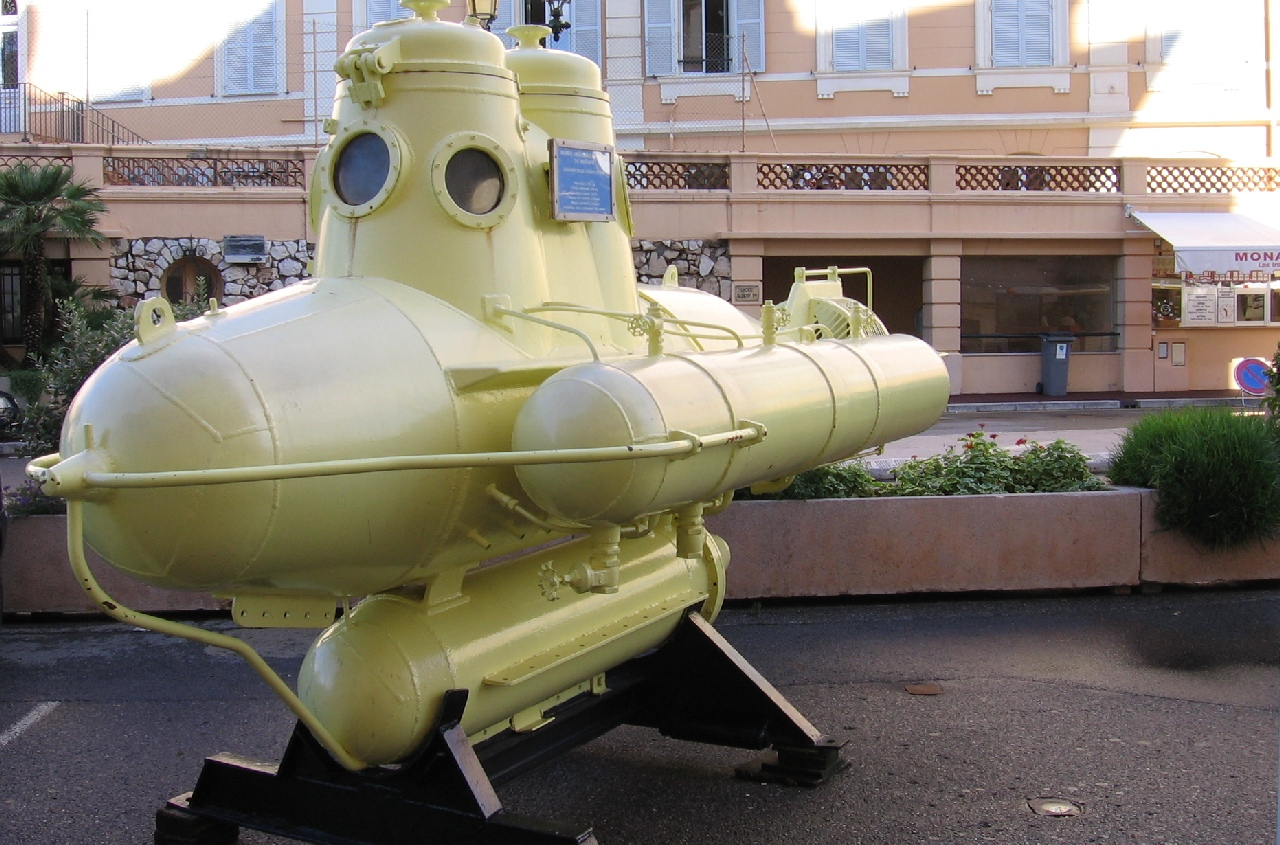
Батискаф в музее
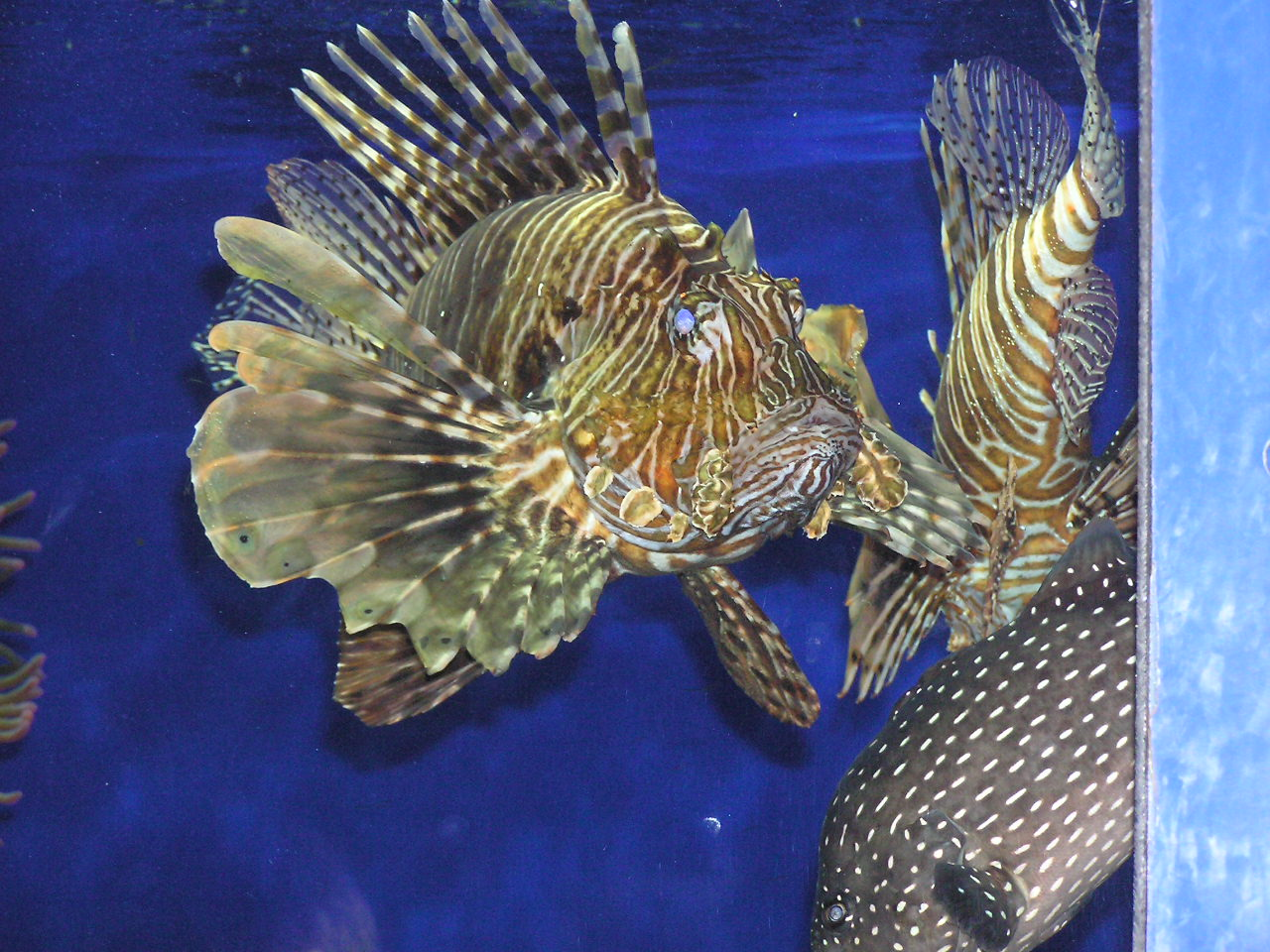
Аквариум
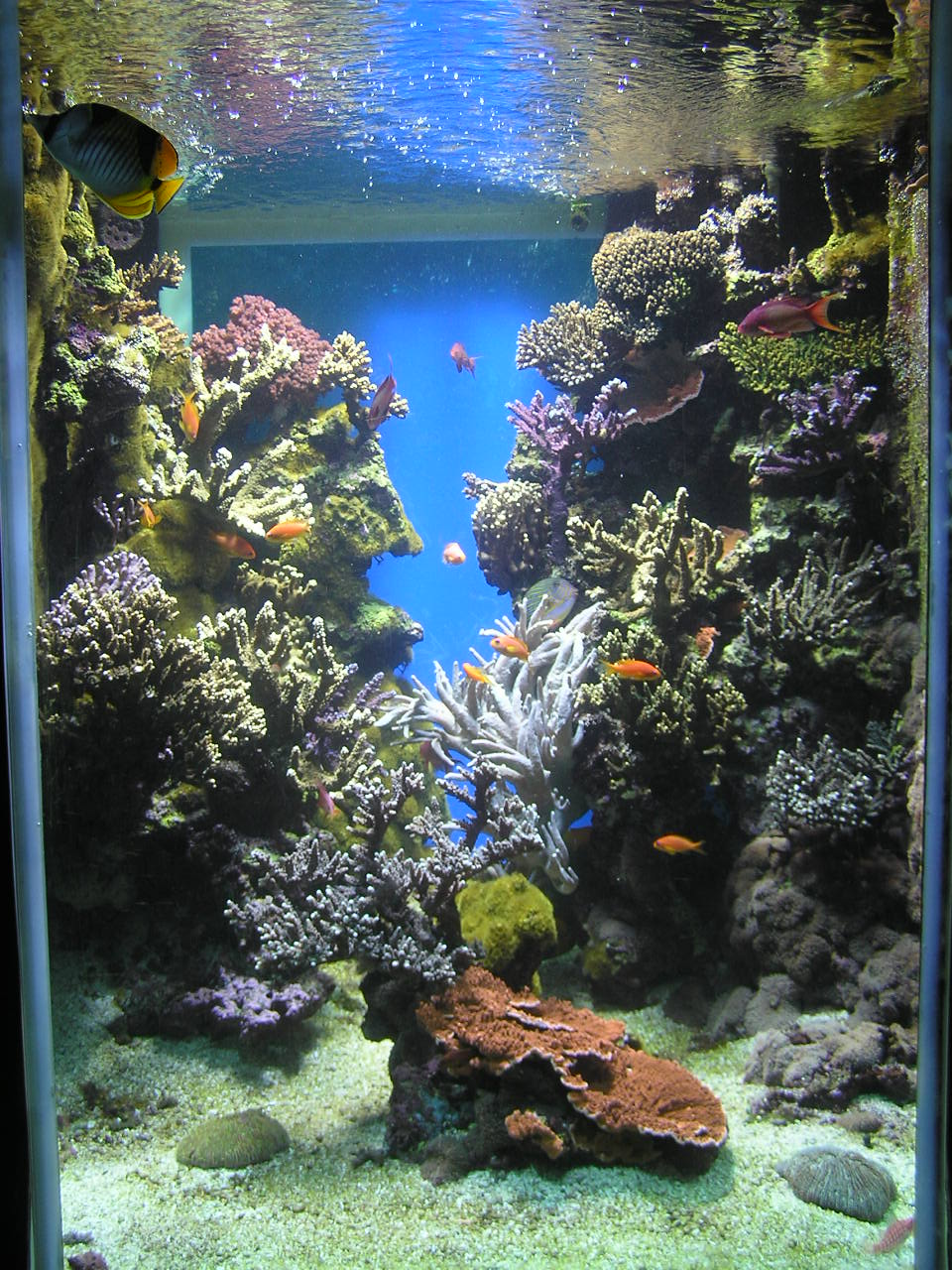
Аквариум
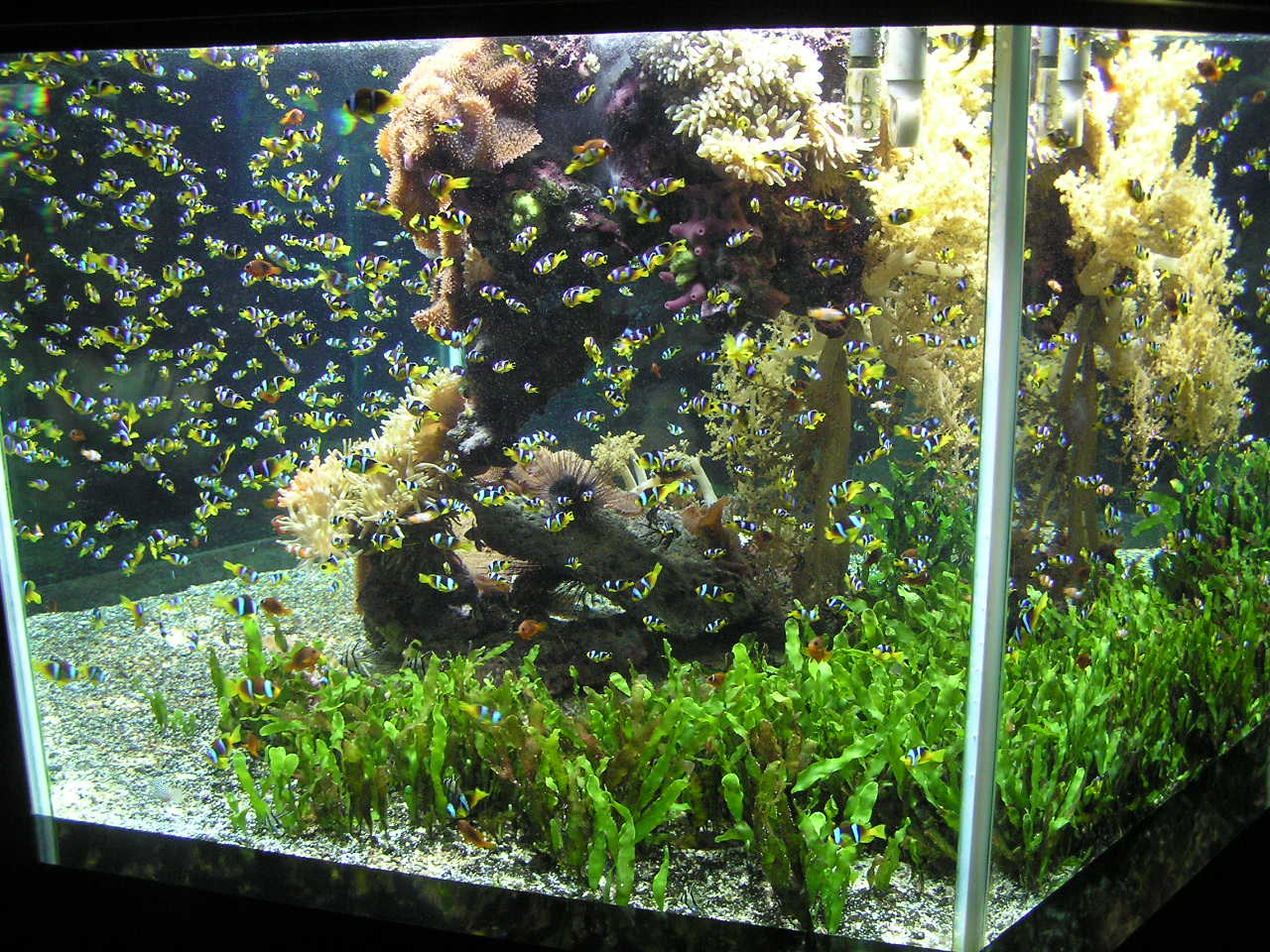
Аквариум
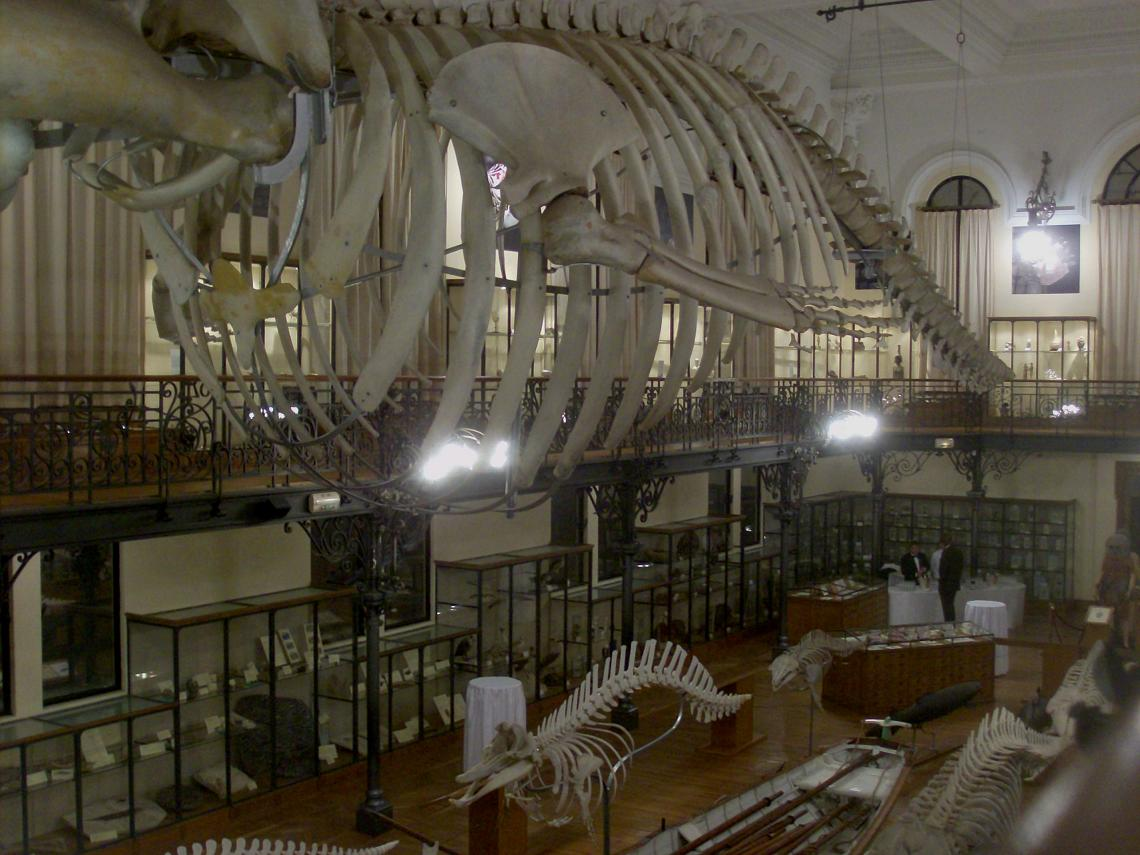
Интерьер музея